# 위저우구

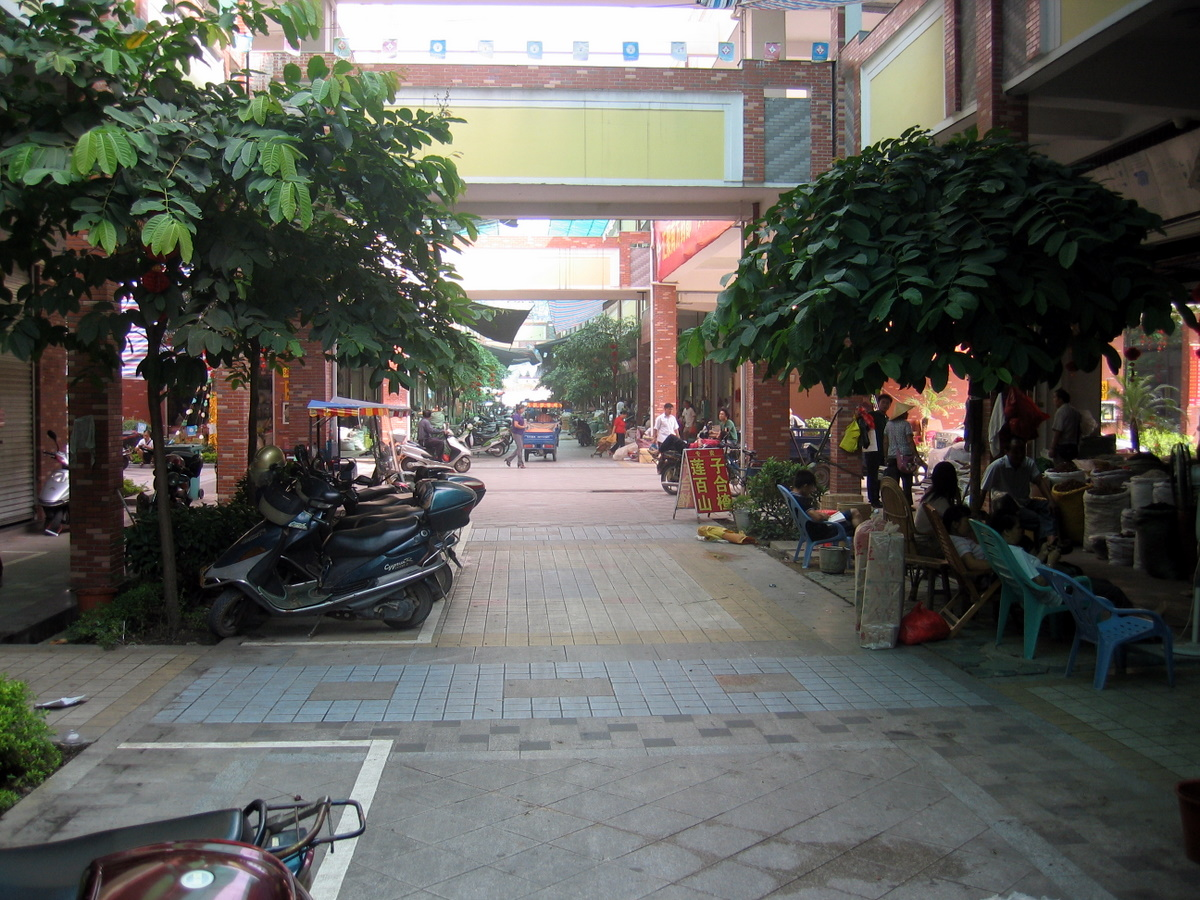

위저우구(한국어: 옥주구, 중국어: 玉州区, 병음: Yùzhōu Qū)는 중국 광시 좡족 자치구 위린 시의 현급 행정구역이다. 넓이는 352km2이고, 인구는 2012년 기준으로 520,000명이다.

## 행정 구역
5개 가도, 3개 진을 관할한다.
- 가도: 玉城街道, 南江街道, 城西街道, 城北街道,名山街道
- 진: 大塘镇, 仁东镇,仁厚镇.